# Milionia fulgida
Milionia fulgida är en fjärilsart som beskrevs av Otto Voll 1863. Milionia fulgida ingår i släktet Milionia och familjen mätare. Inga underarter finns listade i Catalogue of Life.